# Suezichthys caudavittatus
Suezichthys caudavittatus är en fiskart som först beskrevs av Steindachner, 1898.  Suezichthys caudavittatus ingår i släktet Suezichthys och familjen läppfiskar. IUCN kategoriserar arten globalt som livskraftig. Inga underarter finns listade i Catalogue of Life.